# Шаховцы (Алмазовское сельское поселение)
Шаховцы — деревня в Сосковском районе Орловской области России.
Входит в состав Алмазовского сельского поселения.

## География
Расположена на левом берегу реки Ицка северо-западнее посёлка Гуровка и восточнее деревни Зяблово.
В деревню заходит просёлочная дорога, образующая улицу Зелёную.

## История
Южнее Шаховцов находится заброшенная усадьба больницы им. Сакко и Ванцетти, которая до Октябрьской революции являлась усадьбой графа Алмазова (при Петре I — посол во Франции). Граф имел владения в деревнях Альшань, Введенское, Шаховцы, Зяблово, Кочевая и Озеровка (ныне Сосковского района).
По состоянию на 1927 год деревня принадлежала Алмазовскому сельскому совету Нижне-Боевской волости Орловского уезда; её население составляло 475 человек (212 мужчин и 263 женщины) при 95 дворах.

## Население
| 2010 |
| ---- |
| 7    |